# Víllora
Víllora község Spanyolországban, Cuenca tartományban. Víllora Yémeda, Cardenete, Villar del Humo, Henarejos, Narboneta és Enguídanos községekkel határos. Lakosainak száma 127 fő (2024).

## Népesség
A település népessége az utóbbi években az alábbiak szerint változott:
| Lakosok száma | 222  | 227  | 175  | 177  | 165  | 148  | 138  | 114  | 120  | 127  |
|               | 2001 | 2004 | 2006 | 2009 | 2011 | 2014 | 2016 | 2019 | 2021 | 2024 |